# Orange, Vaucluse
Orange (occitană Aurenja, latină Aurausio) este o comună în departamentul Vaucluse din sud-estul Franței. În 2009 avea o populație de 28.990 de locuitori.
Orașul este cunoscut pentru vestigiile romane pe care le posedă, cele mai importante fiind Teatrul Roman, cel mai bine păstrat teatru de acest tip din Europa și un Arc de Triumf, ambele construite în timpul domniei împăratului Cezar August. Arcul de triumf, teatrul și împrejurimile au fost listate din 1981 pe lista Patrimoniului Mondial UNESCO.

## Evoluția populației
| An        | 1975   | 1982   | 1990   | 1999   | 2006   | 2009   |
| --------- | ------ | ------ | ------ | ------ | ------ | ------ |
| Populație | 25.371 | 26.499 | 26.964 | 27.989 | 29.859 | 28.990 |

## Galerie

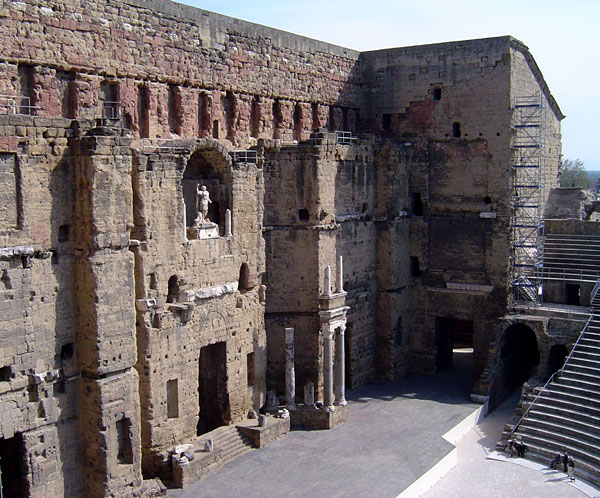
Teatrul Roman din Orange
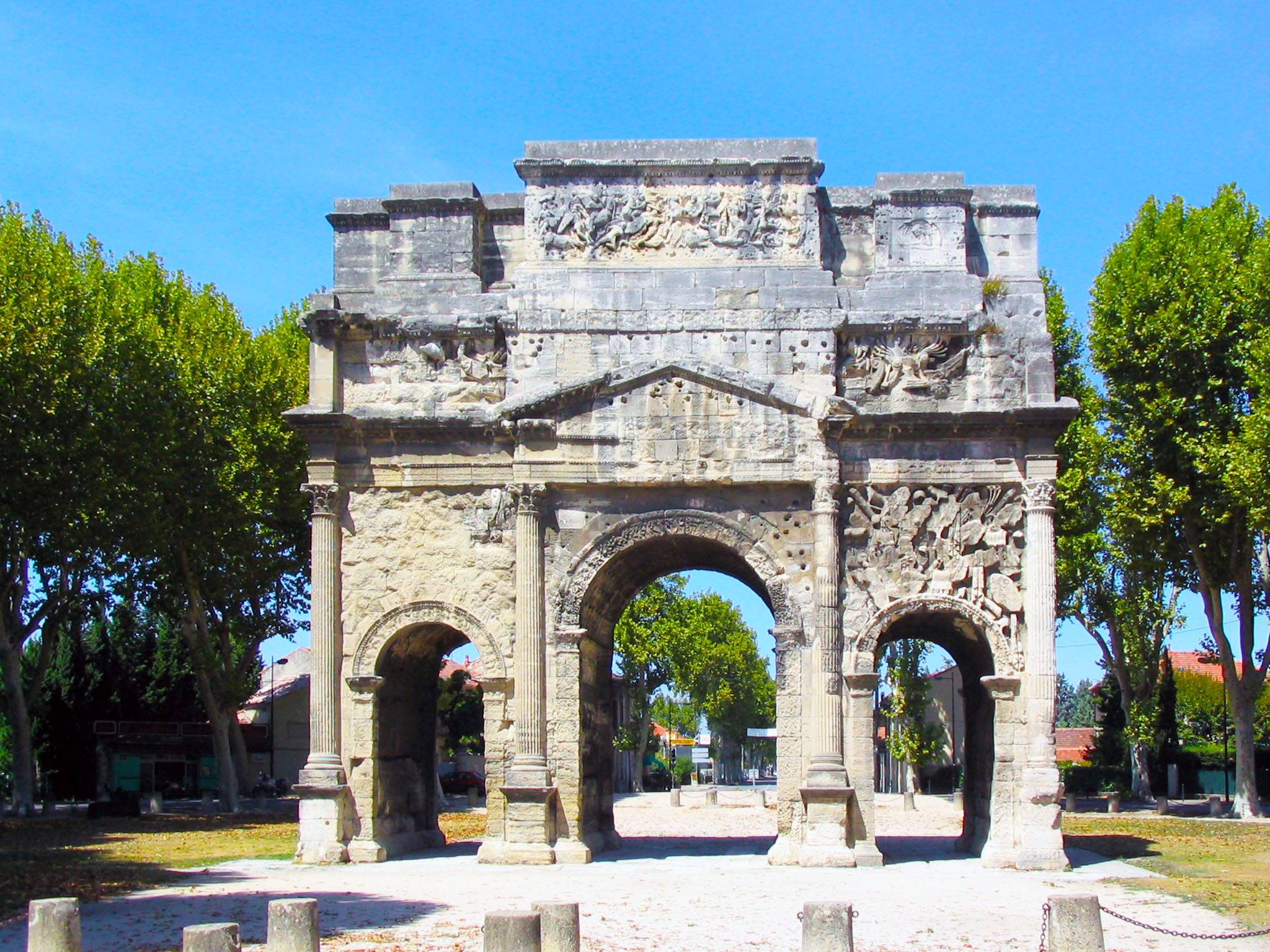
Arcul de Triumf Roman